# Edelmiro Amante
Edelmiro A. Amante sr., (Butuan, 21 april 1933 - Cabadbaran 10 maart 2013) was een Filipijns politicus. Hij was veertien jaar lang lid van het Huis van Afgevaardigden als afgevaardigde van het 2e kiesdistrict van Agusan del Norte. Tevens was Amante van 1992 tot 1993 korte tijd de Executive Secretary (1e minister) van Fidel Ramos en was hij van 1978 tot 1986 lid van het Batasang Pambansa, het toenmalig Filipijnse parlement. 

## Biografie
Edelmiro Amante werd geboren op 21 april 1933 in de stad Butuan gelegen in de zuidelijke Filipijnse provincie Agusan del Sur. Zijn ouders waren Leoncio Amante en Rosario Atega. Amante studeerde aan de Silliman University in Dumaguete en behaalde daar in 1958 zijn Bachelor-diploma rechten. Hij begon zijn politieke carrière in de lokale politiek in Butuan, eerst als barangay captain en later was hij enkele jaren als raadslid van Butuan. In 1971 was Amante afgevaardigde op de Constitutionele Conventie waar de nieuwe Filipijne Grondwet werd besproken. Van 1978 tot de val van Ferdinand Marcos in 1986 was hij namens regio 10 lid van het Batasang Pambansa, het toenmalig Filipijnse parlement. 
In de post-Marcos periode was Amante van 1987  tot 1995 was Amante lid van het Huis van Afgevaardigden als afgevaardigde van het 2e kiesdistrict van Agusan del Norte. Tevens was hij van 14 september 1992 tot 30 juni 1993 de Executive Secretary in het kabinet van president Fidel Ramos. Later was Amante van 2001 tot 2004 en van 2007 tot 2010 nog twee termijnen lid van het Huis van Afgevaardigden namens Agusan Del Norte.
Amante overleed in 2013, op 79-jarige leeftijd aan de gevolgen van leverkanker. Hij maakte deel uit van een invloedrijke familie in Agusan del Norte. Amante trouwde in 1964 met Rosario Amante, voormalig burgemeester van Cabadbaran. Samen kregen ze twee zonen en twee dochters. Hun zoon, Erlpe John Amante, werd in 2004 en 2007 gekozen als gouverneur van de provincie Agusan del Norte en hun dochter, Angelica Amante was van 1995 tot 2004 ook gouverneur van de provincie. In 2004 en 2010 werd ze gekozen als afgevaardigde van het 2e kiesdistrict van Agusan del Norte. Beide keren als opvolger van haar vader.